# Yolanthe Cabau

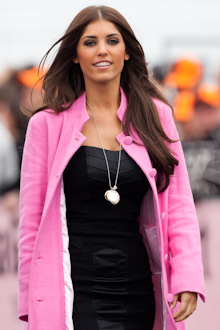
Yolanthe Sneijder-Cabau, 2010

Yolanthe Cabau, bis 2019 Yolanthe Sneijder-Cabau, (* 19. März 1985 auf Ibiza, Spanien als Yolanthe Cabau van Kasbergen) ist eine spanisch-niederländische Schauspielerin.

## Leben und Karriere
Cabau wurde als Yolanthe Cabau van Kasbergen auf Ibiza geboren. Ihr Vater Xavier Cabau (1954–2007) war Spanier, ihre Mutter Richarda van Kasbergen Niederländerin. Xavier Cabau war auf Ibiza als „King of Ibiza“ bekannt und besaß mehrere Diskotheken, Restaurants und Bars. Ihre Kindheit war von häuslicher Gewalt geprägt, nicht zuletzt, weil ihr Vater aufgrund finanzieller Probleme Drogen nahm. Mit ihrer Mutter flüchtete die damals Fünfjährige in die Niederlande. Sie hat sieben Geschwister sowie fünf Halbgeschwister aus der zweiten Ehe ihres Vaters.
Erstmals sah man Cabau in den niederländischen Produktionen Snowfever und Costa!. Von 2005 bis 2008 hatte sie eine wiederkehrende Rolle in der Seifenoper Onderweg naar morgen. 2006 spielte Cabau in dem Kurzfilm Turkse chick mit. 2019 in F*ck de liefde sowie 2022 in der Fortsetzung F*ck die Liebe nochmal verkörperte sie die Rolle der Bo.
2006, 2007 und 2009 wurde Cabau in der niederländischen Ausgabe der FHM zur „meest sexy vrouw“ gewählt.

## Privates
Sneijder-Cabau war von 2007 bis 2009 mit dem Sänger Jan Smit liiert. Im Jahr 2009 begann sie eine Beziehung mit dem Fußballspieler Wesley Sneijder. Am 17. Juli 2010 heirateten die beiden in der Toskana in Italien. Nach ihrer Heirat änderte sie ihren Nachnamen in Sneijder-Cabau um. Am 5. März 2019 gab das Paar ihre Entscheidung zu einer Trennung bekannt und Cabau änderte wieder ihren Namen um.
Sie ist Mitbegründerin und Botschafterin von Stop Kindermisbruik, einer Stiftung, die sexuellen Missbrauch von Kindern bekämpft.

## Filmografie (Auswahl)
- 2004: Snowfever
- 2004: Het glazen huis (Fernsehserie, 2 Episoden)
- 2005–2008: Onderweg Naar Morgen (Fernsehserie)
- 2005: Costa! 1001 Nacht (Miniserie, 5 Episoden)
- 2005–2008: Onderweg naar morgen (Fernsehserie, 255 Episoden)
- 2006: Sprint! (Fernsehserie, Episode 1x08)
- 2006: Complexx
- 2006: Turkse chick (Kurzfilm)
- 2009: Het geheim van Mega Mindy
- 2009–2010: Voetbalvrouwen (Fernsehserie, 13 Episoden)
- 2010: Flikken Maastricht (Fernsehserie, Episode 4x03)
- 2012: Van God Los (Fernsehserie, Episode 4x02)
- 2013: Valentino
- 2013: Pain & Gain
- 2014: Rechercheur Ria (Fernsehserie, Episode 1x02)
- 2014: Stuk!
- 2014–2015: Bluf (Fernsehserie, 18 Episoden)
- 2015: Kidnapping Freddy Heineken
- 2015: Polis Akademsi Alaturka
- 2015: Popoz
- 2018: De TV kantine (Fernsehserie, Episode 9x03)
- 2019: F*ck de liefde
- 2019: DNA (Fernsehserie, 10 Episoden)
- 2021: Just Say Yes
- 2021: Liebe ohne Grenzen ( Liefde zonder grenzen)
- 2022: F*ck die Liebe nochmal (F*ck de liefde 2)
- 2022: De allergrootste slijmfilm
- 2023: Vacation Home Nightmare (Fernsehfilm)
- 2023: An Egypt Affair
- 2023: Oje, ich wachse! (Oei, ik groei!)
- 2023: Deadly DILF
- 2023: Secrets of A Celebrity Nanny (Fernsehfilm)